# 橋爪優真
橋爪 優真（はしづめ ゆうま、2006年2月15日 - ）は、日本のアイドルであり、6人組男性アイドルグループ「世が世なら!!!」のメンバーである。
東京都出身。つばさ男子プロダクション所属。

## 来歴
2021年10月1日、つばさレコーズによるつばさ男子プロダクション設立とともに結成された世が世なら!!!の初期メンバー。
2024年6月8日、体調不良のため活動休止。

同年11月1日、Zepp Shinjukuにて行われた『「世が世なら!!! 新挑戦 – NEW SUPER LIVE SHOW -」』にて一時的に復帰、12月25日には活動完全再開を発表した。

## 人物
- 特技：ゲーム [6]
- 趣味：運動神経が良いこと [6]

## 出演

### 配信番組
- 今日、好きになりました。蜜柑編 （2022年1月17日 - 2月14日、ABEMA）

### テレビドラマ
- 家政夫のミタゾノ 第7シーズン 第8話（2025年3月4日、テレビ朝日） - ライバー 役[7]

### ウェブドラマ
- ショートドラマ『このマンガ読んだ？』（2025年7月9日、11日、28日配信分） - 原 稿 役[8]

### 映画
- アオショー!（2025年9月5日公開予定、ギグリーボックス）-  厨二兎磨 役